# Scordatura
Wijziging van de normale snaarstemming bij een snaarinstrument wordt scordatura genoemd.

## Viool
Een viool heeft vier snaren, die normaal gestemd zijn als G-D-A-E. Wanneer die stemming gewijzigd wordt tot bijvoorbeeld G-D-A-Es, spreken we van scordatura. In de barok werd hiervan reeds gebruikgemaakt door Marco Uccellini (1603-1680), Heinrich Ignaz Franz Biber (1644-1704). Ook in de romantiek en latere perioden wordt van scordatura gebruikgemaakt.
Een bekend voorbeeld daarvan is de solo-viool in het begin van de Danse Macabre van Camille Saint-Saëns, waarin de viool gestemd is als G-D-A-Es. Een ander voorbeeld is te vinden in het werk Ein Heldenleben van Richard Strauss, waarin de G-snaar van alle violen verstemd is tot Ges.

## Gitaar
De meest gangbare gitaarstemming is (van laag naar hoog) E-A-d-g-b-e. Andere gangbare stemmingen zijn onder andere:
- E-A-d-f#-b-e (dit zijn dezelfde intervallen als op een luit)
- D-G-d-g-b-d (zg. "open G", wordt veel gebruikt voor blues en slide-gitaar)
- D-A-d-g-a-d (zg. "dadgad" uitgesproken "dat gat" wordt vaak gebruikt bij folk).

### Rock
Ook in de hedendaagse gitaarrock wordt veelvuldig gebruikgemaakt van scordatura.

#### Drop-D
Drop-D is een bekende alternatieve stemming, waarbij de E-snaar een volle noot lager wordt gestemd (D-A-D-G-B-E). Deze stemming wordt veelvuldig in de metal en in de blues gebruikt, omdat het met deze stemming zeer eenvoudig is om met slechts een linkervinger snelle riffs te spelen.

#### Ostrichguitar
Ostrichgitaar is een gitaarstemming waarbij alle gitaarsnaren in dezelfde noot (meestal D) gestemd zijn, maar A# en B worden ook genoemd. Deze stemming werd uitgevonden door Lou Reed van The Velvet Underground.

#### Sonic Youth
De Amerikaanse noiseband Sonic Youth is in de rockmuziek de meest extreme band op dit gebied. De band is in het bezit van enkele honderden gitaren. Voor elk nummer worden andere gitaren gebruikt met specifiek op het nummer geschreven gitaarstemmingen.
Enkele voorbeelden van stemmingen:
- F# F# G G A A (Schizophrenia, Tom Violence, White Kross)
- D D D D A A (Schizophrenia, Catholic Block)
- G A B D E G (Teen Age Riot)
- A C C G G# C (Silver Rocket)
- C C E B G D (The Sprawl, Cross The Breeze)
- F# F# F# F# E B (Catholic Block, Kool Thing, Death Valley '69, Shadow Of A Doubt)
- E G D G E D (Dirty Boots, Titanium Expose, Tunic)
- C G D G C D (Rain On Tin, Plastik Sun, The Empty Page)

#### Off-key
Off-key is een stemming (muziek) van een muziekinstrument, waarbij de snaren opzettelijk een klein stukje hoger of lager gestemd worden om de klankkleur van akkoorden te veranderen of te versterken.